# Popis svjetionika u Urugvaju
Ovo je popis svjetionika u Urugvaju, kojih sveukupno ima 15.
| Godina | Slika | Ime (Faro = svjetionik)         | Broj (ARLHS) | Broj (Mornarica) | Domet (u nautičkim miljama) | Koordinate                                            |
| ------ | ----- | ------------------------------- | ------------ | ---------------- | --------------------------- | ----------------------------------------------------- |
| 1876.  |       | Faro de Isla de Farallón        | URU 003      | G0762            | 10,2                        | 34°29′05″S 57°55′04″W / 34.48472°S 57.91778°W         |
| 1857.  |       | Faro de Colonia del Sacramento  | URU 007      | G0756            | 7,8                         | 34°28′22″S 57°51′06″W / 34.47278°S 57.85167°W         |
| 1915.  |       | Faro de la Panela               | URU 011      | G0736            | 9,8                         | 34°54′56″S 56°26′53″W / 34.91556°S 56.44806°W         |
|        |       | Faro de la escollera Sarandí    | URU 021      | G0704            |                             |                                                       |
| 1802.  |       | Faro Cerro de Montevideo        | URU 009      | G0702            | 19,2                        | 34°53′18″S 56°14′34″W / 34.88833°S 56.24278°W         |
| 1876.  |       | Faro de Punta Brava             | URU 012      | G0700            | 18,5                        | 34°56′07″S 56°09′36″W / 34.93528°S 56.16000°W         |
| 1828.  |       | Faro de Isla de Flores          | URU 001      | G0690            | 19,2                        | 34°56′45″S 55°55′56″W / 34.94583°S 55.93222°W         |
|        |       | Faro de Punta Negra             | URU 015      | G0688            |                             |                                                       |
| 1860.  |       | Faro de Punta del Este          | URU 008      | G0682            | 8,8                         | 34°58′08″S 54°57′05″W / 34.96889°S 54.95139°W         |
| 1806.  |       | Faro de Isla de Lobos           | URU 002      | G0676            | 22,9                        | 35°01′28″S 54°52′59″W / 35.02444°S 54.88306°W         |
| 1938.  |       | Faro Aéreo de Rincón del Bonete |              |                  |                             | 32°49′58.82″S 56°25′29.3″W / 32.8330056°S 56.424806°W |
| 1877.  |       | Faro de José Ignacio            | URU 006      | G0672            | 12,7                        | 34°48′S 54°38′W / 34.800°S 54.633°W                   |
| 1874.  |       | Faro de Cabo de Santa María     | URU 004      | G0668            | 20,5                        | 34°40′04″S 54°09′06″W / 34.66778°S 54.15167°W         |
| 1881.  |       | Faro de Cabo Polonio            | URU 005      | G0662            | 19,5                        | 34°24′19″S 53°46′40″W / 34.40528°S 53.77778°W         |
| 1977.  |       | Faro de Punta Palmar            | URU 013      | G0660            | 8,8                         | 34°04′01″S 53°33′03″W / 34.06694°S 53.55083°W         |